# L'Arme fatale 3
Pour les articles homonymes, voir L'Arme fatale (homonymie).
Série L'Arme fatale
L'Arme fatale 2
(1989) L'Arme fatale 4
(1998)
Pour plus de détails, voir Fiche technique et Distribution.
L'Arme fatale 3 (Lethal Weapon 3)  est un film américain réalisé par Richard Donner et sorti en 1992. C'est le troisième opus d'une tétralogie débuté en 1987 avec L'Arme fatale et qui s'est achevée en 1998 avec L'Arme fatale 4.
Le film débute alors qu'à une semaine de la retraite, le sergent de police Roger Murtaugh doit s'attaquer, avec son coéquipier le sergent Martin Riggs, à un gang de marchands d'armes spécialisé dans les armes perce-blindage. Seule particularité de ce gang : leur chef est un ancien flic, Jack Travis.

## Synopsis
Les sergents de la police de Los Angeles, Martin Riggs et Roger Murtaugh, arrivent devant un bâtiment dans lequel se trouve une voiture piégée à l'explosif. Malgré les ordres, le tandem entre dans le bâtiment et le premier décide, contre l'avis de son collègue, de désamorcer la bombe au lieu d'attendre la brigade anti-bombe. Les deux hommes sont contraints de partir à toute vitesse de l'immeuble, après que Riggs ait coupé le mauvais fil (qui était le fil rouge), ce qui provoque une explosion et la destruction de tout le bâtiment (tout en sauvant un chat qui se trouvait sur les lieux). À la suite de cet incident, les deux équipiers se retrouvent rétrogradés à la circulation.
Alors qu'ils patrouillent dans la rue, ils poursuivent deux hommes commettant un vol avec un fourgon blindé et parviennent à arrêter un des deux suspects, Billy Phelps. Lors de l'arrestation, on découvre que ce dernier avait une arme chargé de balles perforantes, surnommées « tueurs de flics », car elles sont capables de passer à travers les gilets pare-balles. À la suite de leurs efforts pour arrêter Phelps, Riggs et Murtaugh sont réintégrés au grade de sergents par leur supérieur, Murphy. Le duo fait la connaissance de Lorna Cole, Sergent des affaires internes chargée d'enquêter sur la provenance des balles perforantes. Phelps, en garde à vue, est assassiné par Jack Travis, un ex-policier corrompu soupçonné d'être un trafiquant d'armes. Celui-ci s'est également occupé du complice de Phelps en utilisant son badge encore valable afin de s'introduire dans le commissariat. Il ignore cependant qu'il a été filmé par une caméra de surveillance installée dans la salle d'interrogatoire, ce qui permet de facilement l’identifier. Lorsque Léo Getz, devenu agent immobilier, passe voir ses deux amis au commissariat, il reconnaît Travis sur les images de surveillance. Il leur dit où il peut le trouver, car Travis est un fan de hockey sur glace et Léo lui a obtenu les meilleures places dans les gradins de la patinoire.
Les trois hommes se rendent à la patinoire pour arrêter Travis, mais l'arrestation tourne mal et Léo est blessé par balle au bras. Peu de temps après, le duo se retrouve dans un échange de coups de feu avec des membres d'un gang. Murtaugh, qui est parvenu à en abattre un, découvre qu'il s'agit de Darryl Smithers, un ami de son fils Nick. Bouleversé, il s'éloigne temporairement de l'enquête, de sa famille et Riggs continue de travailler avec Cole qui lui apprend que les armes et les munitions étaient des pièces à convictions ont elles aussi été volées par Travis. Grâce au relevé téléphonique de Phelps, Riggs et Cole découvrent un entrepôt où se trouvent les armes volées. Riggs réussit à apprivoiser le chien de garde en le nourrissant avec des biscuits pour chien, puis l'adopte. Après avoir affronté les sbires de Travis et pris le dessus, Cole et Riggs parviennent à s'enfuir avec une partie des armes volées et, par la suite, tombent amoureux.
Rianne, inquiète pour son père, avertit Riggs que son partenaire vit retiré depuis la mort de Darryl. Riggs rend visite à Murtaugh sur son bateau et après un échange tendu avec son collègue et ami, parvient à l’aider à surmonter sa culpabilité. À l'enterrement de Darryl, son père implore Murtaugh de retrouver celui qui a mis une arme dans les mains de son fils. Avec Cole et Riggs, Murtaugh parvient à remonter la trace jusqu'à un gangster, Tyrone, qui leur apprend que les armes de son gang dont Darryl faisait partie provenait du stock volé par Travis. Les trois policiers font un raid dans un garage où travaillent des hommes de Travis. N'étant plus en mesure de voler des armes et des munitions, Travis kidnappe le capitaine Murphy, afin de se servir directement dans le stock d'armes de la police. Cole, Riggs et Murtaugh parviennent à trouver des connexions entre les hommes du garage et un chantier de construction et découvrent le plan de Travis qui a eu l'information à partir d'un ordinateur de la police piraté.
Le trio se rend dans le dépôt des armes afin d'arrêter le criminel, mais une fusillade éclate, au cours de laquelle plusieurs hommes de Travis sont tués, ainsi qu'un jeune policier en uniforme venus seconder Riggs et Murtaugh. Travis parvient encore à s’échapper, mais Riggs et Murtaugh réussissent à le retrouver grâce à Léo sur un chantier de construction. Aidé de Cole, le duo déclenche une fusillade, détruisant le chantier et neutralisant les sbires de Travis, mais Cole est blessée. Travis est abattu par Riggs avec la mitraillette de Darryl, gardée pour l'occasion, chargée des balles perforantes. Cole, blessée par ces balles, a eu l'idée de porter deux gilets pare-balles, ce qui lui a sauvé la vie. Elle admet à ce moment-là qu'elle voudrait avoir une relation sérieuse avec Riggs, qui pense également la même chose. Alors que la famille de Murtaugh fête sa retraite, ce dernier leur annonce qu'il a décidé de rester dans la police, préservant son partenariat avec Riggs. Ce choix est finalement accepté par ses proches.
Après le générique de fin, Riggs et Murtaugh se rendent devant un hôtel menacé par une bombe et Riggs veut à nouveau désamorcer la bombe. Mais avant même de sortir de la voiture, le bâtiment explose et les deux policiers s'éloignent rapidement, sauvant leurs vies et évitant d'être à nouveau rétrogradés, en disant, exaspérés, « Je suis trop vieux pour ces conneries ».

## Fiche technique
Sauf indication contraire, les informations mentionnées dans cette section peuvent être confirmées par la base de données cinématographiques IMDb,  présente dans la section « Liens externes ».
- Titre francophone : L'Arme fatale 3
- Titre original : Lethal Weapon 3
- Réalisation : Richard Donner
- Scénario : Jeffrey Boam et Robert Mark Kamen, d'après les personnages créés par Shane Black, avec la participation non créditée de Carrie Fisher[1],[2]
- Musique : Eric Clapton, Michael Kamen et David Sanborn, It's Probably Me de Sting + "Runaway Train" par Elton John et Eric Clapton
- Photographie : Jan de Bont
- Montage : Robert Brown (de) et Battle Davis (de)
- Décors : James H. Spencer
- Production : Richard Donner, Joel Silver, Jennie Lew Tugend (de), Steve Perry, Alexander B. Collett et Michael Klastorin
- Société de production et de distribution : Warner Bros.
- Pays d'origine :  États-Unis
- Langue originale : anglais
- Budget : 35 millions de dollars
- Format : couleurs - 2,35:1 - Dolby Surround - 35 mm
- Genre : action, comédie policière, buddy movie
- Durée : 118 minutes, 121 minutes (version director's cut)
- Dates de sortie : 
  - États-Unis : 11 mai 1992 (première à Westwood) ; 15 mai 1992 (sortie nationale)
  - France : 12 août 1992

## Distribution
- Mel Gibson (VF : Jacques Frantz ; VQ : Hubert Gagnon) : le sergent Martin Riggs
- Danny Glover (VF : Richard Darbois ; VQ : Victor Désy) : le sergent Roger Murtaugh
- Joe Pesci (VF : Roger Crouzet) : Leo Getz
- Rene Russo (VF : Véronique Augereau ; VQ : Marie-Andrée Corneille) : le sergent Lorna Cole
- Stuart Wilson (VF : Michel Derain ; VQ : Jean-René Ouellet) : Jack Edward Travis
- Steve Kahan (VF : Jean-Claude Sachot ; VQ : Yves Massicotte) : le capitaine Ed Murphy
- Darlene Love (VF : Anne Ludovik) : Trish Murtaugh
- Traci Wolfe (VF : Nathalie Spitzer) : Rianne Murtaugh
- Damon Hines (VF : Tony Marot) : Nick Murtaugh
- Ebonie Smith (VF : Sarah Marot) : Carrie Murtaugh
- Gregory Millar (VF : Gilbert Lévy ; VQ : Marc Bellier) : Tyrone
- Nick Chinlund (VF : Philippe Vincent) : Hatchett
- Jason Rainwater : Officier Edwards, le jeune policier
- Alan Scarfe : Herman Walters
- Delores Hall (en) (VF : Martine Meiraghe) : Delores
- Mary Ellen Trainor (VQ : Johanne Léveillé) : Dr Stephanie Woods
- Mark Pellegrino : William « Billy »  Phelps
- John Cenatiempo (it) (VF : Jacques Bouanich / VQ : François Godin) : Smitty
- Danny Wynands : Hershel
- Andrew Hill Newman (VF : Georges Caudron) : le piéton indiscipliné
- Kenneth Tigar : Jarvis Becker, chef de la brigade de déminage
- Pete Antico : Hubie Bartholomew Smith, un homme de main
- Sven-Ole Thorsen : un homme de main
- Paul Tuerpe : l'homme de main principal de Travis
- Miguel A. Núñez, Jr. : membre de la brigade # 4
- Bobby Wynn : Darryl Smithers
- Sylvia Webb White : Mrs. Smithers
- Danny 'Big Black' Rey : Mr. Smithers
- Vince Howard (VF : Pierre Baton) : le prêtre
- Paul Hipp (VF : Éric Missoffe) : le docteur à l’hôpital
- Lauren Shuler Donner : l'infirmière
- Stephen T. Kay (VF : Vincent Violette) : Joel, le réalisateur du film
- Henry Kingi : le punk du film
- J. Mills Goodloe : Eddie
- Jack McGee (VF : Bruno Carna) : Mickey, le charpentier (scène supplémentaire - non crédité)

- Version française
  - Studio de doublage : L'Européenne[3]
  - Direction artistique / Adaptation : Christian Dura
  - Adaptation : Philippe Videcoq
  - Casting : Jenny Gérard

## Production

### Genèse et développement
Le scénario est écrit par Jeffrey Boam et Robert Mark Kamen. Le premier a écrit L'Arme fatale 2 et participé à des réécritures non créditées pour le premier film. Robert Mark Kamen avait quant à lui participé à quelques retouches du script du second film.
Leo Getz, le personnage introduit dès le précédent film et interprété par Joe Pesci, ne devait initialement pas faire partie du script. Il devait avoir quitté Los Angeles pour vivre à New York.
De nombreux acteurs seront envisagés pour le rôle de Jack Travis : Robert De Niro, Jack Nicholson, Gene Hackman, Al Pacino, James Caan, Alec Baldwin, John Travolta ou encore Michael Keaton. Quant au rôle de Lorna Cole, Winona Ryder était le premier choix mais le producteur Joel Silver la trouve trop jeune. Jodie Foster, Joan Cusack, Linda Hamilton, Laura Dern, Brooke Shields, Geena Davis, Kirstie Alley ou encore Michelle Pfeiffer seront également envisagées.

### Tournage
Le tournage a lieu du 2 octobre 1991 au 29 janvier 1992. Il se déroule principalement à Los Angeles en Californie. Pour la scène de l'explosion du ICSI Building au début du film, l'équipe filme la destruction de l'ancienne mairie d'Orlando en Floride qui était prévue à la destruction,. L'explosion similaire qui a lieu dans la scène post-générique. est celle d'un vieil hôtel de St. Petersburg, également en Floride,.

## Bande originale
Bandes originales de L'Arme fatale
L'Arme fatale 2
(1989) L'Arme fatale 4
(1998)
Tout comme pour les deux précédents opus, la musique du film est composée par Michael Kamen, Eric Clapton et David Sanborn. L'album contient 10 titres dont deux chansons originales. En 2013, le label La-La Land Records publie la musique originale (score en anglais) sur un double album intitulé Lethal Weapon Soundtrack Collection.
Liste des titres
1. It's Probably Me - interprété par Sting & Eric Clapton
2. Runaway Train - interprété par Elton John & Eric Clapton
3. Grab the Cat
4. Leo Getz Goes to the Hockey Game
5. Darryl Dies
6. Riggs and Rog
7. Roger's Boat
8. Armour Piercing Bullets
9. God Judges Us by Our Scars
10. Lorna / A Quiet Evening by the Fire

Certaines chansons sont présentes dans le film mais absentes de l'album :
- It's So Hard To Say Goodbye To Yesterday, interprétée par Boyz II Men
- Latin Lingo, interprétée par Cypress Hill
- Thème de The Three Stooges, composé par Spud Murphy

## Version longueDirector Cut
Le film connait, comme les deux précédents, une version longue director's cut (ou « édition spéciale ») disponible sur DVD dans laquelle elle contient quelques scènes supplémentaires par rapport à la version sortie en salles :
- Murtaugh prend son revolver dans un coffre à combinaison et Trish insiste pour qu'il enfile son gilet pare-balles jusqu'à son dernier jour.
- On retrouve Mickey, le charpentier du 2e film qui travaillait dans la maison des Murtaugh et qui, cette fois-ci, améliore la caravane de Riggs. Rianne arrive et demande à Riggs s'il a des nouvelles de son coéquipier qui n'est pas rentré chez lui depuis la veille.
- Riggs, Murtaugh et Cole menacent de rouler sur Tyrone si celui-ci ne donne pas le nom du commanditaire du trafic d'armes.

Le film est précédé d'un cartoon avec Daffy Duck pris en chasse par Elmer Fudd, sur la version sortie sur Laserdisc : Qui va à la chasse perd ses plumes.

## Accueil

### Critique
L'Arme Fatale 3 obtient un accueil mitigé lors de sa sortie dans les pays anglophones, obtenant 56% d'opinions favorable sur le site Rotten Tomatoes, pour 43 critiques et une moyenne de 5,5⁄10 et un score de 36⁄100 sur le site Metacritic, pour 18 critiques.

### Box-office
L'Arme fatale 3 connaît un important succès commercial, rapportant 321 731 527 $ au box-office mondial, dont 144 731 527 $ sur le territoire américain. En France, L'Arme fatale 3 totalise 4 480 670 entrées, faisant mieux que les premier (1 857 521 entrées) et second opus (1 844 828 entrées). Il s'agit, sauf aux États-Unis (où il est devancé par L'Arme Fatale 2), du plus grand succès au box-office de la saga.
| Pays ou région | Box-office        | Date d'arrêt du box-office | Nombre de semaines |
| -------------- | ----------------- | -------------------------- | ------------------ |
| États-Unis     | 144 731 527 $     | 12 juillet 1992            | 9                  |
| France         | 4 480 670 entrées | -                          | -                  |
| Total mondial  | 321 731 527 $     | -                          | -                  |

## Distinctions
- Prix de la meilleure musique de film lors des BMI Film and TV Awards 1993.
- Nomination au Grammy Award de la meilleure chanson composée pour un film (Michael Kamen, Sting et Eric Clapton, pour It's Probably Me) en 1993.
- Prix de la meilleure scène d'action et du meilleur duo lors des MTV Movie Awards 1993.

## Clins d’œil
- Au début du film, le policier qui félicite ironiquement Riggs et Murtaugh pour l'explosion est joué par Bill Frederick. Il était à l'époque maire de la ville d'Orlando où a été filmée l'explosion. Le bâtiment est en réalité l'ancienne mairie de la ville[2].
- Dans la scène de course-poursuite entre les deux camions blindés, alors que Murtaugh prend les braqueurs en chasse, sa conductrice, employée de la compagnie de transport de fonds, roule à toute allure frôlant l'accident à de nombreuses reprises ; emportée par l'action, c'est à ce moment qu'elle déclare avec rage « Je suis le guerrier de la route ! » dans la version française. En version originale, elle parle de « Road Warrior ». Cette réplique est un hommage à la trilogie Mad Max, dans laquelle Mel Gibson incarne le personnage principal. Le titre américain de Mad Max 2 : Le Défi est The Road Warrior[2].
- Riggs et Murtaugh passent en voiture devant un cinéma diffusant Le Rêve de Bobby (Radio Flyer), précédent film du réalisateur Richard Donner[2].
- Au début du film, quand le chat saute sur le toit de la voiture piégée, on peut entendre un très court extrait du thème du chat de Pierre et le Loup de Sergueï Prokofiev[2].
- Certaines images du match de hockey sur glace sont issues d'un match entre les Kings de Los Angeles et les Maple Leafs de Toronto.